# Deutsche Tourenwagen-Masters 2006
Die Deutsche Tourenwagen-Masters 2006 war die siebte Saison der Deutschen Tourenwagen-Masters (DTM). Der erste Lauf fand am 9. April 2006 auf dem Hockenheimring und das Saisonfinale fand am 29. Oktober ebenfalls auf dem Hockenheimring statt.
Insgesamt wurden 10 Rennen in Deutschland, Großbritannien, in den Niederlanden, Spanien und in Frankreich gefahren.
Gesamtsieger wurde Bernd Schneider im AMG-Mercedes C-Klasse mit 71 Punkten. Damit konnte er sich nach 1995, 2000, 2001 und 2003 seinen fünften Meistertitel sichern.

## Starterfeld
Folgende Fahrer sind in der Saison gestartet:
| Nr. | Fahrer                | Team                              | Fahrzeug                   | Rennwochenende |
| --- | --------------------- | --------------------------------- | -------------------------- | -------------- |
| 2   | Bernd Schneider       | Vodafone AMG-Mercedes             | AMG-Mercedes C-Klasse 2006 | alle           |
| 3   | Jamie Green           | Salzgitter AMG-Mercedes           | AMG-Mercedes C-Klasse 2006 | alle           |
| 4   | Martin Tomczyk        | Audi Sport Team Abt Sportsline    | Audi A4 DTM 2006           | alle           |
| 5   | Mattias Ekström       | Audi Sport Team Abt Sportsline    | Audi A4 DTM 2006           | alle           |
| 6   | Heinz-Harald Frentzen | Audi Sport Team Abt               | Audi A4 DTM 2006           | alle           |
| 7   | Tom Kristensen        | Audi Sport Team Abt               | Audi A4 DTM 2006           | alle           |
| 8   | Mika Häkkinen         | DaimlerChrysler Bank AMG-Mercedes | AMG-Mercedes C-Klasse 2006 | alle           |
| 9   | Bruno Spengler        | DaimlerChrysler Bank AMG-Mercedes | AMG-Mercedes C-Klasse 2006 | alle           |
| 10  | Jean Alesi            | Stern AMG-Mercedes                | AMG-Mercedes C-Klasse 2005 | alle           |
| 11  | Alexandros Margaritis | Easy Rent AMG-Mercedes            | AMG-Mercedes C-Klasse 2005 | alle           |
| 12  | Christian Abt         | Audi Sport Team Phoenix           | Audi A4 DTM 2005           | alle           |
| 14  | Pierre Kaffer         | Audi Sport Team Phoenix           | Audi A4 DTM 2005           | alle           |
| 15  | Frank Stippler        | Audi Sport Team Rosberg           | Audi A4 DTM 2005           | alle           |
| 16  | Timo Scheider         | Audi Sport Team Rosberg           | Audi A4 DTM 2005           | alle           |
| 17  | Stefan Mücke          | TV-Spielfilm AMG-Mercedes         | AMG-Mercedes C-Klasse 2005 | alle           |
| 18  | Daniel la Rosa        | TrekStor AMG-Mercedes             | AMG-Mercedes C-Klasse 2005 | alle           |
| 19  | Olivier Tielemans     | Futurecom TME                     | Audi A4 DTM 2004           | 1–3            |
| 19  | Jeroen Bleekemolen    | Futurecom TME                     | Audi A4 DTM 2004           | 4, 5           |
| 19  | Nicolas Kiesa         | Futurecom TME                     | Audi A4 DTM 2004           | 6–8            |
| 19  | Thed Björk            | Futurecom TME                     | Audi A4 DTM 2004           | 9, 10          |
| 20  | Vanina Ickx           | Futurecom TME                     | Audi A4 DTM 2004           | alle           |
| 21  | Mathias Lauda         | Junge Gebrauchte AMG-Mercedes     | AMG-Mercedes C-Klasse 2004 | alle           |
| 22  | Susie Stoddart        | AutoScout 24 AMG-Mercedes         | AMG-Mercedes C-Klasse 2004 | alle           |

## Saison-Verlauf
Zum Auftakt am Hockenheim am 9. April siegte im abwechslungsreichen Rennen souverän der deutsche Bernd Schneider und feierte seinen 40. DTM-Sieg seiner Karriere. Der dänische Tom Kristensen fuhr mit einem Rückstand von 4,286 Sekunden als Zweiter über die Ziellinie. Dritter wurde der deutsche Heinz-Harald Frentzen für Audi.
Bernd Schneider konnte auch drei Wochen später am EuroSpeedway seinen zweiten Sieg in Folge feiern. Zweiter und dritter wurden Tom Kristensen und Mika Häkkinen. 76.000 Besucher machten das Rennwochenende auf dem EuroSpeedway Lausitz zu einem vollen Erfolg.
In Oschersleben kam im Kampf um den DTM-Titel Spannung auf. In den ersten beiden Saisonrennen siegte zweimal Mercedes-Benz und beim dritten Saisonrennen siegte Tom Kristensen für Audi, die Plätze zwei und drei gingen an den Kanadier Bruno Spengler und den Briten Jamie Green. Bernd Schneider wurde Fünfter im Rennen.
Bei schönem Sonnenschein im englischen Brands Hatch erlebten 21.500 Fans am Wochenende ein heißes DTM-Rennen. Kristensen schien sicherer Sieger, aber er musste 16 Runden vor Schuss seinen Wagen mit Problemen abstellen. Sieger wurde der Schwede Mattias Ekström, zweiter und dritter wurden Jamie Green und Bernd Schneider. Schneider führt in der Gesamtwertung 4 Punkte vor Kristensen.
Siegpremiere beim Zuschauerrekord. Bruno Spengler ist der Gewinner eines turbulenten und packenden DTM-Rennens auf dem Norisring. Zweiter und dritter wurden Bernd Schneider und Mika Häkkinen. Nach einer herausragenden Leistung landete Stefan Mücke im Vorjahreswagen auf dem vierten Platz und komplettierte den Vierfacherfolg für Mercedes-Benz. Bester Audi-Pilot wurde Tom Kristensen.
Bruno Spengler wurde nach seinem Sieg am Norisring auch Sieger am Nürburgring. Bernd Schneider wurde mit 10,7 Sekunden Rückstand Zweiter und mit 1,8 Sekunden dahinter wurde Martin Tomczyk im Audi A4 dritter.
Am Freitagabend ging Tom Kristensen beim Audi-Papierbootrennen noch baden, doch seinen Audi A4 steuerte er beim siebten DTM-Lauf der Saison in Zandvoort souverän als Erster über die Ziellinie. Kristensen feierte vor der niederländischen Rekordkulisse von 78.500 Zuschauern am Wochenende seinen zweiten DTM-Sieg in diesem Jahr. Schneider wurde Zweiter und Tomczyk dritter.
Seinen ersten DTM-Sieg feierte der deutsche Audi-Pilot Martin Tomczyk im spanischen Barcelona. Bernd Schneider und Heinz-Harald Frentzen wurden Zweiter beziehungsweise dritter. Bereits in der ersten Runde schieden Jamie Green (Salzgitter AMG Mercedes), Pierre Kaffer (Audi Sport Team Phoenix), Nicolas Kiesa und Vanina Ickx (beide Futurecom TME) nach einer Karambolage aus.
Bruno Spengler wurde zum dritten Mal Sieger beim Rennen im französischen Le Mans. Zweiter und dritter wurden Mika Häkkinen, Tom Kristensen. Schneider wurde mit Platz fünf vorzeitig DTM-Champion, dies ist sein fünfter Titel.
Beim Finale auf dem Hockenheimring konnte zum vierten Mal der Kanadier Bruno Spengler das Rennen gewinnen. Auf die Plätze zwei und drei kamen Jamie Green und Tom Kristensen. Der Champion wurde Vierter im Rennen.

## Rennkalender und Ergebnisse
| Runde | Rennstrecke    | Datum         | Distanz    | Pole-Position         | Schnellste Runde | Sieger          | Fahrzeug                   |
| ----- | -------------- | ------------- | ---------- | --------------------- | ---------------- | --------------- | -------------------------- |
| 1     | Hockenheimring | 9. April      | 169,238 km | Jamie Green           | Bruno Spengler   | Bernd Schneider | AMG-Mercedes C-Klasse 2006 |
| 2     | Lausitzring    | 30. April     | 165,216 km | Jamie Green           | Bruno Spengler   | Bernd Schneider | AMG-Mercedes C-Klasse 2006 |
| 3     | Oschersleben   | 21. Mai       | 161,348 km | Tom Kristensen        | Tom Kristensen   | Tom Kristensen  | Audi A4 DTM 2006           |
| 4     | Brands Hatch   | 2. Juli       | 167,705 km | Tom Kristensen        | Bernd Schneider  | Mattias Ekström | Audi A4 DTM 2006           |
| 5     | Norisring      | 23. Juli      | 170,200 km | Jamie Green           | Bruno Spengler   | Bruno Spengler  | AMG-Mercedes C-Klasse 2006 |
| 6     | Nürburgring    | 20. August    | 156,047 km | Bruno Spengler        | Bruno Spengler   | Bruno Spengler  | AMG-Mercedes C-Klasse 2006 |
| 7     | Zandvoort      | 3. September  | 163,666 km | Jamie Green           | Mika Häkkinen    | Tom Kristensen  | Audi A4 DTM 2006           |
| 8     | Barcelona      | 24. September | 171,199 km | Martin Tomczyk        | Bernd Schneider  | Martin Tomczyk  | Audi A4 DTM 2006           |
| 9     | Le Mans        | 15. Oktober   | 163,020 km | Bruno Spengler        | Mika Häkkinen    | Bruno Spengler  | AMG-Mercedes C-Klasse 2006 |
| 10    | Hockenheimring | 29. Oktober   | 169,238 km | Heinz-Harald Frentzen | Jamie Green      | Bruno Spengler  | AMG-Mercedes C-Klasse 2006 |

## Meisterschaftsergebnisse

### Punktesystem
Punkte wurden an die ersten 8 klassifizierten Fahrer in folgender Anzahl vergeben:
| Platz  | 1. | 2. | 3. | 4. | 5. | 6. | 7. | 8. |
| Punkte | 10 | 8  | 6  | 5  | 4  | 3  | 2  | 1  |

### Fahrerwertung
Insgesamt kamen 16 Fahrer in die Punktewertung.
| Platz | Fahrer                | HOC1 | LAU | OSC | BRH | NOR | NÜR | ZAN | CAT | BUG | HOC2 | Punkte |
| ----- | --------------------- | ---- | --- | --- | --- | --- | --- | --- | --- | --- | ---- | ------ |
| 1     | Bernd Schneider       | 1    | 1   | 5   | 3   | 2   | 2   | 2   | 2   | 5   | 4    | 71     |
| 2     | Bruno Spengler        | 9    | 5   | 2   | 7   | 1   | 1   | 4   | 5   | 1   | 1    | 63     |
| 3     | Tom Kristensen        | 2    | 2   | 1   | 18* | 5   | 5   | 1   | 9   | 3   | 3    | 56     |
| 4     | Martin Tomczyk        | 7    | 8   | 6   | 4   | 16* | 3   | 3   | 1   | 4   | 5    | 42     |
| 5     | Jamie Green           | DNF  | 4   | 3   | 2   | DNF | 9   | 8   | DNF | 6   | 2    | 31     |
| 6     | Mika Häkkinen         | 4    | 3   | 9   | 11  | 3   | 12  | 11  | 11  | 2   | DNF  | 25     |
| 7     | Heinz-Harald Frentzen | 3    | 13  | 4   | 17* | 11  | 6   | 5   | 3   | 10  | 14*  | 24     |
| 8     | Mattias Ekström       | DNF  | DSQ | 7   | 1   | 6   | 8   | 13  | 4   | DNF | 12*  | 21     |
| 9     | Jean Alesi            | 6    | 7   | 8   | 6   | DNF | 4   | DNF | 14  | 11  | 8    | 15     |
| 10    | Timo Scheider         | 8    | 9   | 14  | 10  | 7   | 7   | 6   | DNF | 8   | 6    | 12     |
| 11    | Alexandros Margaritis | 5    | 6   | 20* | 8   | DNF | 15  | DNF | 8   | 7   | 13*  | 11     |
| 12    | Stefan Mücke          | DNF  | 12  | 12  | 13  | 4   | 11  | 7   | 12  | 15  | DNF  | 7      |
| 13    | Christian Abt         | DNF  | DNF | 17  | 5   | 10  | 10  | DNF | 10  | 9   | 7    | 6      |
| 14    | Frank Stippler        | 12   | 11  | 13  | DNF | 9   | DNF | 14  | 6   | DNF | DNF  | 3      |
| 15    | Daniel la Rosa        | 14   | DNF | 11  | 12  | 15* | 16  | 10  | 7   | DNF | DNF  | 2      |
| 16    | Pierre Kaffer         | DNF  | 10  | 10  | 9   | 8   | 14  | 9   | DNF | 12  | NC   | 1      |
| 17    | Susie Stoddart        | 10   | 15  | 15  | 16  | 14* | DNF | 12  | 15  | 13  | 9    | 0      |
| 17    | Mathias Lauda         | 11   | 14  | 16  | 15  | DNF | 13  | 15  | 13  | DNF | 10   | 0      |
| 17    | Vanina Ickx           | 15   | 16  | 18  | DNF | 13  | 18  | DNF | DNF | 16  | 11   | 0      |
| 17    | Olivier Tielemans     | 13   | 17  | 19  |     |     |     |     |     |     |      | 0      |
| 17    | Jeroen Bleekemolen    |      |     |     | 14  | 12  |     |     |     |     |      | 0      |
| 17    | Nicolas Kiesa         |      |     |     |     |     | 17  | 16  | DNF |     |      | 0      |
| 17    | Thed Björk            |      |     |     |     |     |     |     |     | 14  | 15*  | 0      |
| Platz | Fahrer                | HOC1 | LAU | OSC | BRH | NOR | NÜR | ZAN | CAT | BUG | HOC2 | Punkte |

| Legende  | Legende            | Legende                                                          |
| Farbe    | Abkürzung          | Bedeutung                                                        |
| -------- | ------------------ | ---------------------------------------------------------------- |
| Gold     | –                  | Sieg                                                             |
| Silber   | –                  | 2. Platz                                                         |
| Bronze   | –                  | 3. Platz                                                         |
| Grün     | –                  | Platzierung in den Punkten                                       |
| Blau     | –                  | Klassifiziert außerhalb der Punkteränge                          |
| Violett  | DNF                | Rennen nicht beendet (did not finish)                            |
| Violett  | NC                 | nicht klassifiziert (not classified)                             |
| Rot      | DNQ                | nicht qualifiziert (did not qualify)                             |
| Rot      | DNPQ               | in Vorqualifikation gescheitert (did not pre-qualify)            |
| Schwarz  | DSQ                | disqualifiziert (disqualified)                                   |
| Weiß     | DNS                | nicht am Start (did not start)                                   |
| Weiß     | WD                 | zurückgezogen (withdrawn)                                        |
| Hellblau | PO                 | nur am Training teilgenommen (practiced only)                    |
| Hellblau | TD                 | Freitags-Testfahrer (test driver)                                |
| ohne     | DNP                | nicht am Training teilgenommen (did not practice)                |
| ohne     | INJ                | verletzt oder krank (injured)                                    |
| ohne     | EX                 | ausgeschlossen (excluded)                                        |
| ohne     | DNA                | nicht erschienen (did not arrive)                                |
| ohne     | C                  | Rennen abgesagt (cancelled)                                      |
| ohne     | keine WM-Teilnahme |                                                                  |
| sonstige | P/fett             | Pole-Position                                                    |
| sonstige | 1/2/3/4/5/6/7/8    | Punktplatzierung im Sprint-/Qualifikationsrennen                 |
| sonstige | SR/kursiv          | Schnellste Rennrunde                                             |
| sonstige | *                  | nicht im Ziel, aufgrund der zurückgelegten Distanz aber gewertet |
| sonstige | ()                 | Streichresultate                                                 |
| sonstige | unterstrichen      | Führender in der Gesamtwertung                                   |

### Teamwertung
| Platz | Team                                      | HOC1 | LAU | OSC | BRH | NOR | NÜR | ZAN | CAT | BUG | HOC2 | Punkte |
| ----- | ----------------------------------------- | ---- | --- | --- | --- | --- | --- | --- | --- | --- | ---- | ------ |
| 1     | Vodafone/Salzgitter AMG-Mercedes          | 10   | 15  | 10  | 14  | 8   | 8   | 9   | 8   | 7   | 13   | 102    |
| 2     | DaimlerChrysler Bank AMG-Mercedes         | 5    | 10  | 8   | 2   | 16  | 10  | 5   | 4   | 18  | 10   | 88     |
| 3     | Audi Sport Team Abt                       | 14   | 8   | 15  | 0   | 4   | 7   | 14  | 6   | 6   | 6    | 80     |
| 4     | Audi Sport Team Abt Sportsline            | 2    | 1   | 5   | 15  | 3   | 7   | 6   | 15  | 5   | 4    | 63     |
| 5     | Stern/Easy Rent AMG-Mercedes              | 7    | 5   | 1   | 4   | 0   | 5   | 0   | 1   | 2   | 1    | 26     |
| 6     | Audi Sport Team Rosberg                   | 1    | 0   | 0   | 0   | 2   | 2   | 3   | 3   | 1   | 3    | 15     |
| 7     | TV-Spielfilm/TrekStor AMG-Mercedes        | 0    | 0   | 0   | 0   | 5   | 0   | 2   | 2   | 0   | 0    | 9      |
| 8     | Audi Sport Team Phoenix                   | 0    | 0   | 0   | 4   | 1   | 0   | 0   | 0   | 0   | 2    | 7      |
| 9     | AutoScout24/Junge Gebrauchte AMG-Mercedes | 0    | 0   | 0   | 0   | 0   | 0   | 0   | 0   | 0   | 0    | 0      |
| 10    | Futurecom TME                             | 0    | 0   | 0   | 0   | 0   | 0   | 0   | 0   | 0   | 0    | 0      |